# Immenhausen
Immenhausen är en stad i Landkreis Kassel i Regierungsbezirk Kassel i förbundslandet Hessen i Tyskland.

## Historia
Orten Immenhausen omnämns möjligen redan på 1100-talet, och som stad är den belagd från åtminstone år 1303. Troligtvis anlades staden 1297–1303, av lantgreven Heinrich I av Hessen.
De tidigare kommunerna Holzhausen und Mariendorf uppgick i staden Immenhausen den 1 december 1970.